# 崔保华
崔保华（1958年11月—），男，汉族，山东巨野人，中华人民共和国政治人物。海军工程学院管理工程专业毕业。

## 生平
1976年12月至1992年11月，在中国人民解放军服役，官至总参工程兵科研四所政治部组织科正营职干事。1978年7月加入中国共产党。1992年11月至2001年10月，在中华人民共和国人事部办公厅工作，官至国家人事部办公厅副主任。
2001年10月，任中共德阳市委常委、副市长。2003年1月，升任中共四川省委副秘书长。2003年10月，任中共眉山市委副书记、副市长、代市长（2004年2月当选市长）。2006年6月，任中共遂宁市委书记。2012年10月，任中共四川省委统战部部长。2013年1月，任四川省政协副主席、中共四川省委统战部部长。2015年4月，任中共四川省委常委、统战部部长。2015年5月，卸任四川省政协副主席。2017年1月，当选为四川省政协副主席。2017年5月，卸任中共四川省委常委、统战部部长。2022年1月，不再担任省政协副主席职务。
2024年8月27日，中央纪委国家监委宣布：四川省政协原党组副书记、副主席崔保华接受中央纪委国家监委纪律审查和监察调查。2025年3月2日，中央纪委国家监委决定给予其开除党籍处分，取消享受的待遇，移送司法机关。4月，最高人民检察院依法以涉嫌受贿罪对崔保华作出逮捕决定。